# Eugen Baumann
Eugen Baumann (n. 12 decembrie 1846, Bad Cannstatt, Regatul Württemberg, Imperiul German – d. 3 noiembrie 1896, Freiburg im Breisgau, Reich-ul German) a fost un chimist german. A fost unul dintre primii care a sintetizat clorura de polivinil (PVC) și, împreună cu chimistul Carl Schotten, a descoperit reacția Schotten-Baumann.